# Value and Capital
Value and Capital (Wert und Kapital) ist eines der Hauptwerke des britischen Ökonomen John Richard Hicks, das 1939 veröffentlicht wurde. Es gilt als eine klassische Darstellung der mikroökonomischen Theorie.

## Zentrale Ergebnisse
- Erweiterung der Haushaltstheorie für das individuelle und Marktgleichgewicht in Bezug auf Güter, die für die explizite Verwendung zum ausschließlich ordinalen Nutzen der Individuen nachgefragt werden, anstatt die Wohlfahrtsfunktion für zwei Individuen zu vergleichen.
- Analyse der Wahl von nur zwei Gütern hinsichtlich der Auswirkungen einer Preisänderung, mathematische Ausdehnung des Ergebnisses auf eine beliebige Anzahl von Gütern ohne Verlust der Allgemeingültigkeit
- Parallele Ergebnisse für die Produktionstheorie
- Erweiterung des allgemeinen Gleichgewichtsmodells der Märkte und Anpassung der Theorie des statischen Gleichgewichts an die dynamische Wirtschaftsprozesse durch Unterscheidung eines temporären und eines langfristigen Gleichgewichts anhand der Erwartungen der Akteure.

## Überblick und einzelne Inhalte
Das Buch hat 19 Kapitel und die folgende Gliederung:
- Einführung
- Teil I, Die Theorie des subjektiven Wertes
- Teil II, Allgemeines Gleichgewicht
- Teil III, Die Grundlagen der wirtschaftlichen Dynamik
- Teil IV, Die Funktionsweise des dynamischen Systems
- Mathematischer Anhang.

Es beginnt mit einem vereinfachten Fall und verallgemeinert ihn.
Ein einzelner Verbraucher hat ein bestimmtes Geldeinkommen für die Ausgabe von nur zwei Gütern.
Was bestimmt die Menge, die dieses Individuum von jeder Ware verlangt?
Die Grundhypothese ist die Menge der Beschränkungen der Nutzenfunktion und des Nachfragegleichgewichts, die sich aus der Budgetbeschränkung des Konsumenten ergibt. Diese Hypothese bestimmt das theoretische Ergebnis einer Preisänderung bei einem der Güter auf die von jedem Gut nachgefragte Menge.
Das Buch zerlegt die Änderung in den Substitutionseffekt und den Einkommenseffekt. Letzterer ist die theoretische Veränderung des realen Einkommens, ohne die die Unterscheidung zwischen realen und nominalen Werten problematischer wäre.
Die beiden Effekte sind heute Standard in der Konsumtheorie. Die Analyse stimmt mit einer proportionalen Änderung des Geldeinkommens und der Geldpreise beider Güter überein, wobei die von beiden Gütern nachgefragte Menge unverändert bleibt. Dies stimmt auch mit der Unterscheidung zwischen realen und nominalen Werten überein und stellt eine gemeinsame Hypothese in der Ökonomie dar, wonach es keine Geldillusion gibt.
Ein Anhang verallgemeinert den Fall des 2-Güter-Konsums auf den Fall eines Gutes und eines zusammengesetzten Gutes, d. h. aller anderen Konsumgüter. Er leitet die Bedingungen ab, unter denen die dem 2-Güter-Fall zugeschriebenen Nachfrageeigenschaften in Bezug auf das Preisverhältnis und den Grenzsubstitutionssatz auf den allgemeineren Fall zutreffen, wodurch eine saubere Unterscheidung zwischen dem Einkommenseffekt und dem Substitutionseffekt möglich ist.
In seiner Nobelpreisträgervorlesung zitiert Hicks Wert und Kapital zur Klärung eines Aspekts dessen, was als Aggregationsproblem bekannt wurde. Das Problem ist am akutesten bei der Messung des Kapitalstocks anhand seines Marktwerts für den realen Fall heterogener Investitionsgüter (z. B. Stahlpressen und Schaufeln).
Er zeigte auf, dass die Aggregation von Kapital-Gut-Werten kein streng gültiges Maß für den Kapitalstock wäre, wenn die Preisverhältnisse zwischen den Gütern (die ihren marginalen Substitutionsraten im Gleichgewicht entsprechen) bei zusätzlichem Kapital nicht konstant bleiben würden. Er zeigte auch, dass es keine eindeutige Möglichkeit gibt, die (von Böhm-Bawerk vorgeschlagene) "Produktionsdauer" zu messen, die im Allgemeinen als Maß für den Kapitalstock dienen würde.
Vom Verbrauchergleichgewicht für ein einzelnes Individuum ausgehend, erweitert sich der ansatz des Buches zum Marktgleichgewicht für alle Individuen, Produzenten und Güter. Dabei stellte Hicks die allgemeine walrasische Gleichgewichtstheorie einem englischsprachigen Publikum vor.
Dies war die erste Veröffentlichung, die den Versuch einer rigorosen Erklärung der Stabilitätsbedingungen für ein allgemeines Gleichgewicht unternahm. Damit formalisierte Hicks die vergleichende Statik.
Das Buch fasst Elemente der Dynamikanpassung von Walras und Wicksell sowie von Marshall und Keynes zusammen. Es unterscheidet zwischen temporärem, intermediärem und langfristigem Gleichgewicht mit Erwartungen hinsichtlich zukünftiger Marktbedingungen, die das Verhalten auf den gegenwärtigen Märkten beeinflussen.